# Orolestes wallacei
Orolestes wallacei – gatunek ważki z rodziny pałątkowatych (Lestidae).